# Fidelis dispensator et prudens
Fidelis dispensator et prudens est un motu proprio donné par le pape François le 24 février 2014 créant de nouvelles institutions financières et économiques pour le Saint-Siège.

## Présentation
Le motu proprio est publié le 24 février 2014 et, comme le veut l'usage, tire son titre de ses premiers mots en latin Fidelis dispensator et prudens (l’économe fidèle et prudent), premiers mots extraits de l'évangile selon Saint-Luc (chap. 12 verset 42). 
Il répond à la volonté exprimée par les cardinaux lors des congrégations générales préalables au conclave de 2013 de professionnaliser et de rendre plus transparente la gestion financière du Saint-Siège. Il crée donc de nouvelles structures qui laissent une place plus importante à des laïcs, experts dans le monde de la finance et de l'économie.
Souvent présenté comme l'acte de création d'un ministère des finances, ou de l'économie,,, il pose en fait les bases d'une réorganisation des institutions économiques et financières du Saint-Siège avec, en particulier, la création de trois nouvelles entités : le conseil pour l'économie, le secrétariat pour l'économie et le réviseur général.

## Structure du texte

### Introduction
Revenant sur la phrase de la bible utilisée pour le titre du motu Proprio, le pape rappelle que l'Église doit être consciente de son appel à protéger et gérer avec précaution ses biens dans le souci du nécessiteux. Il revient ensuite sur la doctrine sociale de l'Église en expliquant que cette gestion doit être tournée vers le bien commun et du développement intégral de la personne humaine.
Il explique ensuite que la promulgation de ce motu proprio est le fruit du travail de la Commission d'étude et de proposition chargée de l'organisation de la structure économique et administrative du Saint-Siège, validé par le conseil des cardinaux qu'il a institué pour l'assister dans la réforme de la constitution apostolique Pastor Bonus et par le Conseil cardinalice pour l'étude des problèmes organisationnels et économiques du Saint-Siège.

### Conseil pour l'économie
Le motu proprio crée tout d'abord un conseil pour l'économie qui fait l'objet des trois premiers articles du texte : 
- L'article 1er précise que ce conseil a pour tâche « de surveiller la gestion économique et de veiller sur les structures et sur les activités administratives et financières des Dicastères de la Curie romaine, des Institutions liées au Saint Siège, et de l'État de la Cité du Vatican. »
- L'article 2 indique que le conseil est composé de 15 membres dont 8 cardinaux et évêques et 7 experts laïcs.
- L'article 3 est relatif à la présidence du conseil qui est assurée par un cardinal coordinateur.

### Secrétariat pour l'économie
La seconde entité instituée par le motu proprio est le secrétariat pour l'économie qui fait l'objet des articles 4 à 6 du texte. 
- L'article 4 institue le secrétariat en tant que dicastère de la curie romaine selon  la constitution apostolique Pastor Bonus promulguée par le pape Jean-Paul II en 1988 sur le fonctionnement de la curie.
- L'article 5 précise le rôle du secrétariat, à savoir « En tenant compte de ce qui a été établi par le Conseil pour l'Économie, le Secrétariat répond directement au Saint-Père et met en œuvre le contrôle économique et la vigilance sur les Organismes dont il est question au n°1, de même que les politiques et les procédures relatives aux acquisitions et à l'attribution adéquate des ressources humaines, dans le respect des compétences propres à chaque organisme. La compétence du Secrétariat s'étend par conséquent à tout ce qui d'une manière ou d'une autre entre dans le domaine en question. ».
- L'article 6 dispose que le pape met à la tête du secrétariat un cardinal-préfet assisté d'un prélat secrétaire.

### Réviseur général
L'article 7 du motu proprio prévoit la création d'un poste de Réviseur général, nommé par le pape, et chargé de l'audit financier des différents organismes dont la gestion financière est confiée au conseil et au secrétariat pour l'économie. Le premier titulaire de ce poste est nommé le 5 juin 2015. Il s'agit d'un laïc, M. Libero Milone (en).

### Statuts des différentes entités
Le texte, dans son article 8, confie au premier préfet du secrétariat pour l'économie le soin de proposer « dès que possible » à l'approbation du Saint-Père des statuts définitifs pour le secrétariat, le conseil et le bureau du Réviseur général. 
Ces statuts, rendus publics le 3 mars 2015, ont été approuvés ad experimentum sous la forme d'un motu proprio par le pape le 22 février et sont exécutoires à compter du 1er mars,.

### Texte intégral
- (en) Texte intégral sur le site du Vatican
- (fr) Traduction du motu proprio par les services de presse du Vatican